# Fritz Schröder-Jahn
Fritz Schröder-Jahn (13 de octubre de 1908-27 de diciembre de 1980) fue un actor, locutor y director radiofónico de nacionalidad alemana, galardonado en cuatro ocasiones con el premio radiofónico Hörspielpreis der Kriegsblinden.

## Biografía
Nacido en Görlitz, Alemania, antes de la Segunda Guerra Mundial, trabajó como actor, iniciándose en 1939 en el Teatro Schiller de Berlín bajo la dirección de Heinrich George. Tras la guerra llegó a Radio Hamburgo, la posterior Nordwestdeutscher Rundfunk, como locutor y presentador de noticias. En 1954 la NWDR, junto con la emisora SWF, radió una popular producción, Unter dem Milchwald, de Dylan Thomas. Las emisiones Philemon und Baucis (1956), Die Versuchung (1958), Der gute Gott von Manhattan (1958) y Nachtprogramm (1965) supusieron la concesión a Fritz Schröder-Jahn del galardón Hörspielpreis der Kriegsblinden.
Fritz Schröder-Jahn fue primer director en la emisora Norddeutscher Rundfunk, sustutuyéndole en el año 1972 Hans Rosenhauer.
Fritz Schröder-Jahn falleció en Hamburgo, Alemania, en el año 1980.

## Filmografía

### Director
- 1953 : Im Banne der Guarneri (TV)
- 1953 : Die verschlossene Tür (TV)
- 1954 : Der Teufel fährt in der 3. Klasse (TV)
- 1958 : Biedermann und die Brandstifter (TV)
- 1958 : Der Fall de la Roncière (TV)
- 1960 : Die Verwandlung (TV)
- 1960 : Die Stunde der Antigone (TV)
- 1962 : Zeit der Schuldlosen (serie TV)

### Actor
- 1944 : Eine kleine Sommermelodie, de Volker von Collande
- 1953 : Spiel mit dem Glück (TV), de Peter A. Horn
- 1955 : Die Galerie der großen Detektive (serie TV), episodio Pater Brown findet Daniel Boom
- 1960 : Die Frau am dunklen Fenster
- 1961 : Die toten Augen von London, de Alfred Vohrer
- 1965 : Dr. Murkes gesammelte Nachrufe (TV), de Rolf Hädrich

## Radio

### Hasta 1950
- 1946 : Der Heiratsantrag (de Antón Chéjov), con Kurt Meister, Dagmar Altrichter y Heinz Erhardt
- 1949 : Paul Temple und die Affäre Gregory (de Francis Durbridge), dirigido junto a Eduard Hermann, con René Deltgen, Annemarie Cordes, Heinz von Cleve y Peter René Körner
- 1949 : Falsch verbunden (de Lucille Fletcher), con Annemarie Schradiek, Katharina Brauren y Herbert Steinmetz
- 1950 : Die gekaufte Prüfung (de Günter Eich), con Hans Paetsch, Eduard Marks y Andreas von der Meden
- 1950 : Ein Tag wie morgen 2: Der erste Februar 1950 (también locutor), con Georg Eilert, Eduard Marks y Helga Feddersen

### 1951–1955
- 1951 : Geronimo und die Räuber, con Fritz Wepper y Max Walter Sieg
- 1951 : Europa – Traum oder Wirklichkeit?, con Hilde Krahl y Heinz Klevenow
- 1951 : Träume (de Günter Eich), con Erich Schellow, Annegret Lerche y Heinz Piper
- 1951 : Der Teufel fährt im D-Zug mit (de Herbert Reinecker y Christian Bock), con Carl-Heinz Schroth, Jo Wegener y Franz Schafheitlin
- 1951 : Vater braucht eine Frau (de Herbert Reinecker y Christian Bock), con Hans Paetsch, Hubert Fichte y Karin Lunau
- 1951 : Interview mit einem Stern, con Hardy Krüger, Heinz Klevenow y Heinz Klingenberg
- 1952 : Menschen im Niemandsland, con Heinz Klingenberg y Günther Dockerill
- 1952 : Nicht nur zur Weihnachtszeit (de Heinrich Böll), con Heinz Rühmann
- 1952 : Stranitzky und der Nationalheld, con Hans Lietzau, Richard Münch y Erwin Linder
- 1952 : Aus dem Leben eines Arztes. Der Chirurg Ferdinand Sauerbruch erzählt, con Willy Maertens, Eduard Marks y Mirjam Ziegel-Horwitz
- 1952 : Die große Masche, con Wolfgang Wahl, Max Walter Sieg y Hardy Krüger
- 1952 : Der Narr mit der Hacke, con Benno Sterzenbach, Heinz Klingenberg y Werner Riepel
- 1952 : Der König von Albanien (de Josef Martin Bauer), con Helmuth Gmelin, Carl-Heinz Schroth, Max Walter Sieg y Franz Schafheitlin
- 1953 : Die bitteren Wasser von Lappland, con Josef Dahmen y Ruth Grossi
- 1953 : Der glaubwürdige Lügner, con Lotte Klein y Heinz Sailer
- 1953 : Ich begegne meiner Frau (Ein Tag wie sonst), con Johannes Schauer y Jo Wegener
- 1953 : Die Grasharfe, con Gisela von Collande y Maria Fein
- 1953 : Die grünen Weiden oder Sonntagsschule für Negerkinder, con Hermann Schomberg y Karl Bockx
- 1953 : Die Mädchen aus Viterbo, con Eduard Marks, Karen Hüttmann y Inge Meysel
- 1953 : Der Terminkalender, con Heinz Klevenow y Rosemarie Gerstenberg
- 1953 : John Walker schreibt seiner Mutter, con Wolfgang Wahl, Lotte Klein y Max Walter Sieg
- 1954 : Die Feuerinsel oder Die Heimkehr des Kapitäns Tizoni (también locutor), con Erwin Linder y Hans Paetsch
- 1954 : Die letzten vom Schwarzen Mann, con Heinz Sailer y Helga Feddersen
- 1954 : Karfreitag, con Heinz Klingenberg y Alfred Mendler
- 1954 : Das Jahr Lazertis, con Hans Paetsch y Wilfried Seyferth
- 1954 : Sabeth oder Die Gäste im schwarzen Rock, con Eduard Marks, Gudrun Gewecke y Gisela von Collande
- 1954 : Kein Lorbeer für Augusto, con Gunnar Möller y Karen Hüttmann
- 1954 : Hexenjagd, con Günther Dockerill, Benno Sterzenbach y Marlene Riphahn
- 1954 : Unter dem Milchwald, con Gisela von Collande, Paul Bildt, Heinz Sailer y Inge Meysel
- 1954 : Großer Strom und kleine Schleusen
- 1955 : Philemon und Baucis, con Paul Bildt y Hedwig Wangel
- 1955 : Anita und das Existenzminimum, con Bruni Löbel y Max Walter Sieg
- 1955 : Das Atelierfest, con Hermann Lenschau, Max Walter Sieg y Inge Meysel
- 1955 : Heimkehr, con Gisela von Collande, Eduard Marks y Ida Ehre
- 1955 : Früher Schnee am Fluß, con Hans Lietzau, Helmut Peine y Werner Riepel
- 1955 : Der Automobilsalon, con Hanns Lothar, Xenia Pörtner y Herbert Fleischmann
- 1955 : Die Grenze, con Lilli Schönborn, Paul Bildt y Hanns Lothar
- 1955 : Der Passagier vom 1. November (de Georges Simenon), con Hans Lothar, Walter Richter y Erwin Linder

### 1956–1960
- 1956 : Die Vergessenen – Aufzeichnungen deutscher Juden
- 1956 : Das Verhör des Lukullus, con Ernst Schröder y Siegfried Lowitz
- 1956 : Das Märchen, con Johannes Riemann, Werner Finck y Ernst Fritz Fürbringer
- 1956 : Olga 17, con Gisela von Collande, Paul Bildt y Rolf Boysen
- 1956 : An den Ufern der Plotinitza, con Joachim Teege y Hannelore Schroth
- 1956 : Ahasver (también locutor), con Paul Hoffmann, Liselotte Köster y Ludwig Cremer
- 1956 : Der Gang durch den Wald, con Gert Westphal, Wolfgang Wahl y Herbert Mensching
- 1956 : Das goldene Rad, con Paul Dahlke, Günter Pfitzmann y Anton Buchner
- 1956 : Kreidestriche ins Ungewisse, con Volker Lechtenbrink, Siegfried Lowitz y Eva Fiebig
- 1956 : Rückreise, con Oskar Werner
- 1956 : Die Sekretärin, con Gisela von Collande, Hermann Lenschau y Inge Meysel
- 1957 : Alle, die da fallen, con Tilla Durieux y Eduard Marks
- 1957 : Die Spurlosen, con Erich Schellow y Wolfgang Lukschy
- 1957 : Die Brandung vor Setúbal, con Elisabeth Flickenschildt y Gustl Halenke
- 1957 : Die Bartschedel-Idee, con Joachim Teege, Ann Höling y Heinz Klevenow
- 1957 : Wir sind mitten in der Operation
- 1957 : Die Versuchung, con Erich Weiher y Gerd Martienzen
- 1957 : Das Konzert, con Leopold Biberti, Dagmar Altrichter y Karin Eickelbaum
- 1957 : Kopfgeld, con Heinz Klevenow, Rosemarie Gerstenberg y Heinz Klingenberg
- 1957 : Ein Fall für Herrn Schmidt, con Siegfried Lowitz, Benno Sterzenbach y Ida Fürstenberg
- 1957 : Erinnerung an einen Feiertag
- 1957 : Rückreise, con Heinz Klevenow, Gerda Schöneich y Gerda Maria Jürgens
- 1958 : Aktion ohne Fahnen, con Hans Paetsch, Herbert Mensching, Heinz Klevenow, Kurt Lieck, Klaus Kammer y Werner Xandry
- 1958 : Der gute Gott von Manhattan (también locutor), con Ernst Schröder y Horst Frank
- 1958 : Der Nobelpreis
- 1958 : Die Stunde des Huflattichs, con Kurt Stieler, Fritz Rasp y Edith Schultze-Westrum
- 1958 : John Every oder Wieviel ist der Mensch wert?, con Hans Hessling y Eva Bubat
- 1958 : Nähe des Todes, con Ludwig Cremer, Gisela von Collande y Hans Paetsch
- 1958 : Die Saline, con Erich Schellow, Ella Büchi y Marlene Riphahn
- 1958 : Anne Frank – Spur eines Kindes, con Gustl Halenke, Gertrud Kückelmann y Hans Paetsch
- 1958 : Gott ist anders
- 1959 : Montagfrüh
- 1959 : Das Jahr Lazertis
- 1959 : Das andere Zimmer, con Rosel Schäfer y Hannes Messemer
- 1959 : Flucht vor der Freiheit, con Heinrich George y Wolfgang Wahl
- 1959 : Ballwechsel, con Klausjürgen Wussow y Gerd Martienzen
- 1959 : Euridike, con Solveig Thomas y Wolfgang Wahl
- 1959 : Der Streichholzverkäufer oder Ein leichter Schmerz (también locutor), con Gisela von Collande
- 1959 : Der Unfall
- 1959 : Der Doktor und die Teufel, con Hans Lietzau, Wolfgang Wahl y Marion Degler
- 1959 : Robinson und seine Gäste
- 1960 : Der Albino (también locutor), con Wolfgang Wahl y Wolfgang Büttner
- 1960 : Ausnahmezustand, con Wolfgang Büttner y Gisela von Collande
- 1960 : Blick auf Venedig, con Walter Richter y Horst Frank
- 1960 : Winterreise, con Horst Tappert y Lotte Klein
- 1960 : Herrn Walsers Raben, con Hanns Lothar, Elisabeth Flickenschildt y Lina Carstens
- 1960 : Der Gang durch den Wald
- 1960 : Zeit der Schuldlosen, con Friedrich Siemers, Willy Trenk-Trebitsch y Herbert Fleischmann
- 1960 : Ein ruhiges Haus, con Solveig Thomas, Hermann Lenschau y Edith Heerdegen
- 1960 : Der Reigenprozeß - oder: Die Kunst, Anstoß zu nehmen. Den Akten entnommene Hörfolge von Hans Rothe (también locutor), con Horst Uhse, Anja Buczkowski, Friedrich von Bülow
- 1960 : Richtige Weihnachten

### 1961–1965
- 1961 : Russisches Roulette, con Hans Lietzau y Manfred Georg Herrmann
- 1961 : Salto Mortale, con Jürgen Goslar, Max Walter Sieg y Charlotte Kramm
- 1961 : Dunkle Erbschaft, tiefer Bayou, con Hans Lietzau, Gerda Schöneich y Inge Meysel
- 1961 : Unterm Birnbaum (de Theodor Fontane), con Heinz Klevenow, Agnes Fink y Tilla Durieux
- 1961 : Dichter Nebel, con Heinz Klevenow, Willy Maertens y Else Ehser
- 1961 : Zeit der Schuldigen, con Willy Trenk-Trebitsch, Herbert Fleischmann, Günter Pfitzmann y Eric Schildkraut
- 1961 : 53 Schritte, con Hannes Messemer, Kurt Ebbinghaus y Gerd Martienzen
- 1962 : Knöpfe, con Wolfgang Wahl y Gustl Halenke
- 1962 : Der Gerechte
- 1962 : Klopfzeichen, con Wolfgang Wahl y Jo Wegener
- 1962 : Konzert für vier Stimmen, con Heinz Hilpert y Ruth Hausmeister
- 1962 : Die Sprechanlage, con Wolfgang Büttner y Hannes Messemer
- 1962 : Gäste aus Deutschland, con Kurt Ehrhardt y Gustl Halenke
- 1962 : Die Expedition, con Wolfgang Wahl, Maria Körber y Gerd Baltus
- 1962 : Die Frau auf dem Wandschirm
- 1962 : Der Sog, con Wolfgang Wahl, Ruth Hausmeister y Gerda Gmelin
- 1962 : Nocturno im Grandhotel, con Heinz Klevenow y Ernst Fritz Fürbringer
- 1962 : Lehmann, con Peter Striebeck, Raimund Harmstorf y Andrea Dahmen
- 1962 : Gefahr, con Ernst Jacobi, Dinah Hinz, Paul Dahlke
- 1962 : Die Übungspatrone, con Klaus Kammer, Wolfgang Büttner y Josef Dahmen
- 1962 : Ankommt eine Depesche, con Marlene Riphahn, Fabian Wander y Eric Schildkraut
- 1962 : Das Grab des Webers
- 1962 : Der Totenkopfschwärmer, con Klaus Höhne, Irmgard Först y Gerd Baltus
- 1963 : Das steinerne Haus, con Ida Ehre y Walter Kohut
- 1963 : Mister Janus
- 1963 : Der Simulant
- 1963 : In der Sache J. Robert Oppenheimer, con Dieter Borsche, Wolfgang Kühne y Hans Nielsen
- 1963 : Bornhofer, con Willy Maertens, Else Ehser y Heinz Reincke
- 1963 : Der Zeuge, con Wolfgang Wahl y Gertrud Kückelmann
- 1963 : Haussuchung, con Wolfgang Büttner, Karl-Heinz Gerdesmann, Renate Heilmeyer y Walter Jokisch
- 1963 : Das Obdach, con Hanns Lothar, Joseph Offenbach y Manfred Steffen
- 1963 : Die alte Leier, con Heinz Hilpert y Kurt Ebbinghaus
- 1963 : Zwischenlandung, con Jochen Schmidt, Heinz Klevenow y Henry Vahl
- 1963 : Der Rekordspieler
- 1963 : Gespräch in Sizilien
- 1964 : Tal der Finsternis, con Tilla Durieux
- 1964 : Die Stunde des Huflattichs
- 1964 : Rahmeck schlägt Alarm oder Wohin einen Menschen die Verantwortung treibt, con Heinz Klevenow y Elsa Wagner
- 1964 : Nachtprogramm, con Hans Clarin y Wolfgang Büttner
- 1964 : Monolog, con Wolfgang Büttner y Gisela Mattishent
- 1964 : Das Schiff Esperanza, con Heinz Klevenow, Stefan Wigger, Hans-Christian Blech y Heinz Schimmelpfennig
- 1964 : Der Gesandte, con Hans Paetsch y Rosel Schäfer
- 1964 : Das Eis von Cape Sabine, con Günther Neutze, Benno Sterzenbach y Hanns Lothar
- 1964 : Die Zwerge, con Ernst Ronnecker, Heinz Reincke y Hanns Lothar
- 1964 : Ein Wintermärchen (de William Shakespeare)
- 1965 : Hochzeitsreport, con Loni von Friedl y Konstantin Paloff
- 1965 : Alle Vöglein alle, con Lucie Mannheim, Helmut Peine y Heinz Klevenow
- 1965 : Das Sterben der Silberfüchse, con Hans Quest, Rolf Boysen y Walter Klam
- 1965 : Aufstand der Fahrräder, con Hans Clarin, Horst Michael Neutze y Jo Wegener
- 1965 : Franta, con Hans Putz, Edith Heerdegen y Manfred Inder

### 1966–1970
- 1966 : John Every oder Wieviel ist der Mensch wert? , con Hans Hessling y Eva Bubat
- 1966 : Man wird sehen, con Helmut Griem y Hans Paetsch
- 1966 : Die Schläfer, con Hans-Christian Blech, Peter Lühr y Manfred Steffen
- 1966 : Der Bräutigam, con Lucie Mannheim, Herbert Fleischmann, Joachim Wolff
- 1966 : In der Regenwolke
- 1966 : Die Straßen von Pompeji, con Marlene Riphahn, Gert Westphal y Sabine Sinjen
- 1966 : Philoktet, con Heinz Klevenow, Rolf Boysen y Joachim Ansorge
- 1966 : Der fünfte zum Bridge
- 1967 : Nasrin oder Die Kunst zu träumen, con Klaus Schwarzkopf y Hans Putz
- 1967 : Spiegeltiger, con Eva Katharina Schultz y Wolfgang Büttner
- 1967 : Kevin Hewster Zomala, con Wolfgang Wahl y Peter Beil
- 1967 : Gemischte Gefühle, con Herbert Fleischmann, Gerd Martienzen y Horst Michael Neutze
- 1967 : Abendliche Häuser, con Klausjürgen Wussow, Agnes Windeck y Herbert Mensching
- 1967 : Abendkurs, con Gerd Baltus, Annemarie Schradiek y Ruth Hellberg
- 1967 : Der Rekordspieler, con Klaus Schwarzkopf, Rolf Nagel y Gerd Martienzen
- 1967 : Pastorale 67, con Horst Bollmann,  Horst Frank y  Carl Lange
- 1967 : Der Obolus, con Wolf Fres, Peter Kner y Florian Kühne
- 1967 : Ohn' warum
- 1968 : Der Engel auf dem Bahnhof
- 1968 : Besondere Kennzeichen: Keine
- 1968 : Vater und Lehrer, con Walter Richter y Uwe Friedrichsen
- 1968 : Ferien in Florida, con Siegfried Lowitz, Bruni Löbel y Walter Klam
- 1968 : Ein Polizist kommt selten allein
- 1969 : Sprechstunde, con Wolfgang Büttner y Otti Schütz
- 1969 : Requiem für Meister Slavko
- 1969 : Maxine, con Joana Maria Gorvin y Horst Frank
- 1969 : Unser Mann in Madras, con Wolfgang Wahl y Evi Gotthardt
- 1969 : Nacht und Nebel, con Horst Frank, Katharina Brauren y Eduard Marks
- 1970 : Die Tochter, con Wiebke Paritz y Wolfgang Büttner
- 1970 : Verlorene Illusionen, con Jürgen Goslar y Peter Weis
- 1970 : Die blaue Küste, con Dieter Borsche, Ruth Hausmeister y Ullrich Faulhaber
- 1970 : Lockvogel
- 1970 : Abrichter

### A partir de 1971
- 1971 : Straße des Eulenspiegel, con Hans Lietzau, Heiner Schmidt y Hans Helmut Dickow
- 1971 : Attentat auf das Pferd des Brasilianers Joao Candida Bertoza, con Helmut Griem, Hans Paetsch y Gerd Martienzen
- 1971 : Das Experiment
- 1971 : Schüsse im Dunkeln, con Horst Michael Neutze, Friedrich Siemers y Irene Marhold
- 1971 : Das Schlangennest, con Marlene Diekhoff, Siegfried Woitinas y Horst Tappert
- 1972 : Bilanz, con Hans Stadtmüller y Therese Giehse
- 1972 : Besser gar nicht als spät, con Paul Dahlke, Horst Michael Neutze y Manfred Steffen
- 1973 : Papa, Charly hat gesagt…, con Gert Haucke y Peter Heeckt
- 1974 : Die Hauptsache
- 1975 : Die verwegenen Spiele am Rothenbaum (de Franz Hiesel), con Herbert Fleischmann y Edgar Hoppe
- 1977 : Dinge
- 1977 : Die Schwedenchronik
- 1977 : Das Fenster
- 1978 : Das Kleinschwein oder Zickmeiers verschlungene Wege
- 1978 : Bellinzona, con Traudel Sperber y Manuel Ponto
- 1978 : Wunschfigur
- 1978 : Lange Leitung, con Gerlach Fiedler y Christa Lorenz

### Actor únicamente
- 1949 : Der Schmuck, dirección de Otto Kurth, con Dagmar Altrichter, Helmut Peine y Kurt Meister
- 1955 : Das schönste Fest der Welt (de Siegfried Lenz), dirección de Hans Gertberg, con Richard Münch y Heinz Reincke
- 1956 : Am grünen Strand der Spree, dirección de Gert Westphal, con Ludwig Cremer, Heinz Klingenberg y Wolfgang Hofmann
- 1958 : Die schwarze Wolke, dirección de Marcel Wall-Ophüls, con Hans Söhnker y Hans-Christian Blech
- 1965 : La indagación – Oratorium in 11 Gesängen, dirección de Peter Schulze-Rohr, con Fritz Straßner y Herbert Fleischmann
- 1968 : Wengs Verteidigung, dirección de Peter Michel Ladiges, con Günther Neutze, Robert Rathke y Barbara Nüsse
- 1969 : Fünf Finger machen eine Hand, dirección de Heiner Schmidt, con Hans-Peter Hallwachs y Arnulf Schumacher
- 1977 : Jelka: Dichtung und Wahrheit, dirección de Ursula Langrock, con Ivana Milan y Liane Hielscher
- 1977 : Mann über Bord, dirección de Andreas Weber-Schäfer, con Joachim Ansorge y Susanne Barth
- 1977 : Jelka: Brüder, das Sterben verlacht, dirección de Ursula Langrock, con Ivana Milan y Liane Hielscher
- 1977 : Jelka: So was können wir hier nicht gebrauchen, dirección de Ursula Langrock, con Ivana Milan y Liane Hielscher